# Harum Scarum (album)
Harum Scarum – dwudziesty czwarty album Elvisa Presleya, który jest jednocześnie ścieżką dźwiękową z filmu Harum Scarum. Wydany został 3 listopada 1965 roku przez RCA Victor Records, a sesje nagraniowe odbyły się między 24 – 26 lutego 1965 r. w studiu RCA Studio B w Nashville. Na liście najlepszych popowych albumów magazynu Billboard płyta zajęła dziewiąte miejsce.

## Historia
Kiedy na początku lat 60. Elvis skupił się na karierze filmowej i zaprzestał nagrywania albumów studyjnych, wytwórnia RCA zaczęła wydawać tylko ścieżki dźwiękowe z jego filmów oraz single. Elvis ich niecierpiał i często narzekał nie tylko na słaby materiał, ale też na twórców piosenek. Najważniejsi z nich: Bernie Baum, Bill Giant i Florence Kaye w ciągu osiemnastu miesięcy napisali siedemnaście z czterdziestu siedmiu utworów, które znalazły się na czterech ścieżkach dźwiękowych. Często były one słabej jakości, ale dopóki się sprzedawały nie zwracano na to większej uwagi. Tak również było z filmem Harum Scarum, na potrzeby którego nagrano jedenaście piosenek ale w wykorzystano w nim dziewięć z nich. Wszystkie natomiast znalazły się na płycie ze ścieżką dźwiękową. Podobnie jak w przypadku albumu Roustabout, płycie nie towarzyszyły żadne single. Film nie ma tytułowej piosenki, jednak jeden z utworów nazywa się Harem Holiday i pod takim samym tytułem film ukazał się w Europie. Dwie niewykorzystane piosenki: Wisdom of the Ages i Animal Instinct umieszczono na płycie jako bonus. Film Harum Scarum okazał się jednym z najsłabszych w karierze Elvisa, podobnie jak jego ścieżka dźwiękowa.

## Muzycy
1. Elvis Presley – wokal
2. The Jordanaires – akompaniament
3. Rufus Long – flet
4. Ralph Strobel – obój
5. Scotty Moore, Grady Martin, Charlie McCoy – gitara elektryczna
6. Floyd Cramer – pianino
7. Henry Strzelecki – gitara elektryczna
8. D.J. Fontana, Kenny Buttrey – perkusja
9. Hoyt Hawkins – tamburyn
10. Gene Nelson – kongi

## Lista utworów

### Strona A
| Utwór | Data nagrania | Tytuł                 | Autor                                  | Czas trwania |
| ----- | ------------- | --------------------- | -------------------------------------- | ------------ |
| 1.    | 26.02.1965    | Harem Holiday         | Peter Andreoli i Vince Poncia          | 2:18         |
| 2.    | 25.02.1965    | My Desert Serenade    | Stanley J. Gelber                      | 1:47         |
| 3.    | 26.02.1965    | Go East - Young Man   | Bill Giant, Bernie Baum, Florence Kaye | 2:16         |
| 4.    | 26.02.1965    | Mirage                | Joy Byers                              | 2:25         |
| 5.    | 25.02.1965    | Kismet                | Sid Tepper i Roy C. Bennett            | 2:08         |
| 6.    | 24.02.1965    | Shake That Tambourine | Bernie Baum, Bill Giant, Florence Kaye | 2:02         |

### Strona B
| Utwór | Data nagrania | Tytuł                                | Autor                                  | Czas trwania |
| ----- | ------------- | ------------------------------------ | -------------------------------------- | ------------ |
| 1.    | 25.02.1965    | Hey Little Girl                      | Bernie Baum, Bill Giant, Florence Kaye | 2:15         |
| 2.    | 26.02.1965    | Golden Coins                         | Bernie Baum, Bill Giant, Florence Kaye | 1:54         |
| 3.    | 25.02.1965    | So Close, Yet So Far (From Paradise) | Joy Byers                              | 3:01         |
| 4.    | 26.02.1965    | Animal Instinct                      | Bernie Baum, Bill Giant, Florence Kaye | 2:13         |
| 5.    | 25.02.1965    | Wisdom of the Ages                   | Bernie Baum, Bill Giant, Florence Kaye | 1:55         |